# Elongación ósea
La elongación ósea o elongación quirúrgica, es un proceso quirúrgico utilizado para corregir malformaciones congénitas óseas y alargar huesos del cuerpo. Se usa una corticotomía para fracturar el hueso en dos partes, separando ligeramente los extremos permitiendo que nuevo hueso se forme en el espacio. Cuando se alcanza la longitud deseada o posible, se procede a una fase de consolidación en la que se permite que el hueso siga sanando. El procedimiento tiene el beneficio de incrementar de forma simultánea la longitud del hueso y el volumen de los tejidos circundantes.
Aunque la elongación ósea se ha usado mayormente en el área de la cirugía ortopédica, resultados iniciales en ratas y humanos indican que el proceso podría ser útil para corregir deformidades de la mandíbula. Estas técnicas se utilizan ampliamente en la actualidad por la cirugía oral y maxilofacial para la corrección de varios problemas

## Historia
En 1905, Alessandro Codivilla realizó prácticas quirúrgicas para alargar extremidades inferiores. Las primeras técnicas frecuentemente presentaban complicaciones y con frecuencia no lograban alcanzar el objetivo deseado.
La técnica del cirujano ortopedista ruso Gavriil Ilizárov supuso un gran avance.  Ilizárov desarrolló un procedimiento basado en la biología del hueso y en la habilidad del tejido circundante para regenerarse bajo tensión, involucrando fijación externa, el aparato Ilizárov, cuya estructura es de anillo modular.  Aunque aún existían las mismas complicaciones (infecciones, particularmente cerca de los tornillos, dolor, irritación de los nervios y tejidos), esta nueva técnica redujo la frecuencia y gravedad de las mismas logrando una cirugía más segura, alcanzando el objetivo deseado.

## Técnicas

### Usando un fijador externo de forma exclusiva
La más común es la cirugía Ilizárov con el Fijador Externo Ilizárov. Otros fijadores externos son Wagner, Orthofix y Judet. El Dr. Helong Bai (8th Hospital en Chongqing, China) desarrolló la técnica de «microherida» con diferentes aparatos.

#### Cirugía Ilizárov
La cirugía Ilizárov, desarrollada en 1951 por Gavriil Ilizárov, cirujano ortopedista ruso, es el método más usado. Regularmente presenta complicaciones a diferencia de métodos más modernos con una menor frecuencia de complicaciones
El proceso es el siguiente:
- Se retiran los huesos despedazados y desvascularizados del paciente, dejando un espacio.
- La parte saludable del hueso superior se rompe en dos segmentos usando una sierra.
- La pierna se fija en el aparato Ilizárov mediante alfileres que perforan la piel, los músculos y el hueso.
- Se fijan tornillos a la parte media del hueso y se separan 1 milímetro diariamente para que el nuevo tejido óseo que se forme en la zona se separe gradualmente. Se ha encontrado que un milímetro diario es la velocidad óptima de separación. Una elongación demasiado rápida sobre-estira los tejidos resultando en dolor y en incapacidad del hueso para llenar el espacio, mientras que una demasiado lenta provoca que el hueso endurezca antes de que el proceso se complete.
- Una vez que el espacio se llena, el paciente continúa llevando el marco hasta que el hueso solidifica. El período de duración es de aproximadamente 120 días antes de que la pierna pueda usarse.

La cirugía Ilizárov es extremadamente dolorosa, incómoda y proclive a infecciones, además de posibles cicatrices. Los marcos suelen estar hechos de anillos de acero inoxidable que pesan hasta 7 kilogramos, pero se están creando nuevos modelos de fibra de carbono que, aunque son mucho más ligeros, siguen siendo embarazosos. Dispositivos derivados proveen a los médicos mejor control sobre el eje y ángulo del hueso durante la elongación, tales como el Marco Espacial Taylor, asistido por computadora. 
Durante décadas, el procedimiento Ilizárov era la mejor opción para restaurar huesos rotos así como para enderezar huesos deformados. Avances en la osteogénesis durante la década de los 90s han dado lugar a métodos menos dolorosos (aunque más caros) tales como rieles unilaterales.

### Uso exclusivo de un clavo intramedular
Las técnicas que usan un clavo intramedular sin un fijador externo son: Albizzia, Bliskunov el más avanzado, ISKD.

#### Distractor cinético intramedular esqueletal (ISKD)
Técnica introducida en el 2001, permite que la elongación se realice internamente, reduciendo así de forma drástica el riesgo de infecciones. Este dispositivo fue diseñado por el Dr. J. Dean Cole, en Orlando, Florida. 
En este procedimiento se implanta en el hueso un tubo telescópico que se puede extender de forma gradual mediante rotaciones de la rodilla o talón. La elongación se monitoriza con sensores magnéticos externos que vigilan la rotación de un magneto interior de forma diaria. La técnica requiere un movimiento físico de la pierna para que el dispositivo haga clic en la extensión. 
En el método no hay riesgo de sobre estirar de forma accidental el hueso pues el extensor está precofingurado a la extensión deseada. Sin embargo, existe el riesgo de hacer crecer el hueso demasiado rápido. El crecimiento del hueso se monitorea midiendo los cambios en el campo magnético del imán integrado en el sistema. Los polos del imán cambian al crecer el dispositivo aunque, si el movimiento de la pierna hace que el dispositivo crezca demasiado rápido y el imán cambia polos dos veces entre mediciones, dicho crecimiento no queda registrado. Esto conduce a un crecimiento demasiado rápido que podría causar problemas diversos como daño al nervio o rupturas en el hueso.
Aunque existe cierto dolor inmediato asociado al proceso operatorio, el proceso inicial no inicia hasta una semana después de la cirugía. Además, no se presenta ningún clic perceptible por el paciente al haber nueve grados de rotación entre los segmentos del hueso.
Es usado de forma regular en varios centros médicos, aunque solo una docena de dispositivos se implantan anualmente. Orthofix está trabajando en una versión mejorada.

## Consideraciones
La elongación ósea es un tratamiento prolongado que obliga al traumatólogo tratante a un estricto y constante control; a su vez, durante el desarrollo del proceso, el paciente sufre una serie de problemas y se somete a procedimientos de realineación ósea o acomodación del sistema, con la esperanza de que el tratamiento valga la pena, ya que es sacrificado.
La elongación ósea es un tratamiento con el que se obtienen en general buenos resultados, puesto que mejora tanto la función como la estética.
Sin embargo esta solo puede ser aplicada al fémur y a la tibia, por lo que en las operaciones no se deben alargar demasiado estos huesos para evitar desproporciones del paciente excesivas.